# Ballarat

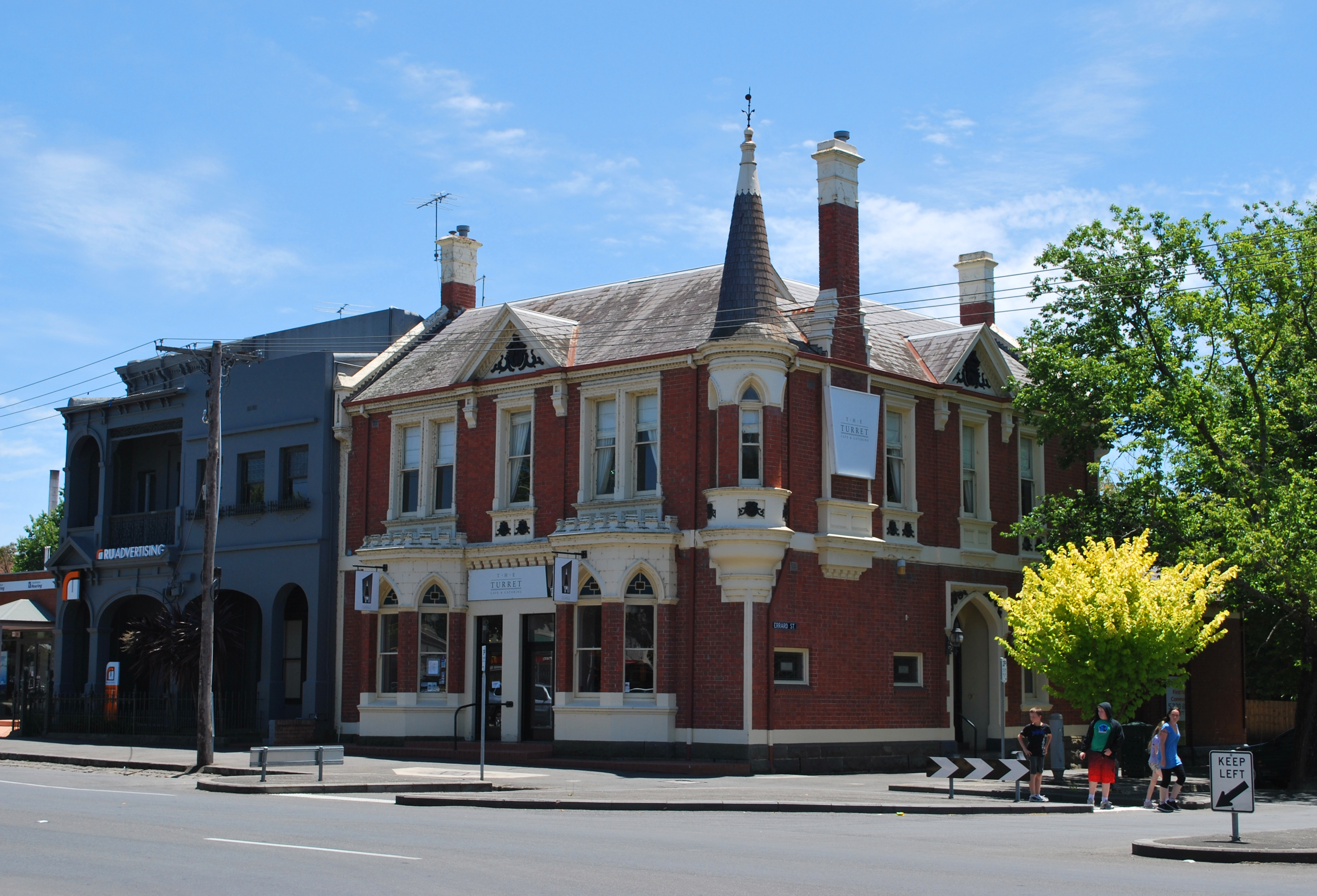

Ballarat (formeel bekend als "Ballaarat") is een stad in Victoria, Australië en is een van de grootste binnenlandse steden.
De stad ligt ongeveer 105 kilometer ten noordwesten van Melbourne, met een bevolking van 90.300 en ligt op ongeveer 440 meter hoogte. Het bebouwde gebied heeft een oppervlakte van ongeveer 75 km² in een totale oppervlakte van 740 km².
In 1851 werd nabij Ballarat goud ontdekt, wat de instroom van ongeveer 10.000 goudzoekers in minder dan een jaar tijd tot gevolg had. Dit zorgde ervoor dat het kleine dorpje veranderde in de grootste binnenlandse stad in Victoria. Ballarat staat ook bekend als de plaats van de enige gewapende burgeropstand, die vaak aangeduid wordt met de Eureka Stockade, die plaatsvond op 3 december 1854.
Na de jaren tachtig liep de groei terug en werd de stad al snel door Melbourne overschaduwd, maar het bleef een belangrijk binnenlands regionaal centrum, wat veel van het Victoriaanse erfgoed behouden heeft.
In het Ballarat Wildlife Park is het mogelijk kangoeroes te voeren en te aaien. Ook emoes lopen vrij rond en kunnen gevoerd worden. Andere dieren in het park zijn koala's, wombats en Tasmaanse duivels.
In Sovereign Hill heeft men een goudzoekersstadje uit vervlogen tijden nagebouwd.

## Verkeer en vervoer
Tot in september 1971 had de stad een elektrische tram, die daarna vervangen werd door bussen. Een klein gedeelte van het netwerk aan de westelijke kant, bij het Wendoureemeer, wordt nog gebruikt als een museumlijn, die beheerd wordt door het Ballarat Tramway Museum. Recentelijk zijn er studies geweest om gedeeltes van het oorspronkelijke netwerk weer in dienst te stellen als tram of lightrail voor toeristen en ter ontlasting van de druk bezette bussen.

## Geboren in Ballarat
- David Fleay (1907-1993), bioloog
- Frank Fenner (1914-2010), viroloog
- George Pell (1941-2023), kardinaal
- Roger Donaldson (1945), filmregisseur
- David Hirschfelder (1960), filmcomponist
- Steve Moneghetti (1962), langeafstandsloper
- Warren Ellis (1965), violist en multi-instrumentalist
- Kimberley Davies (1973), actrice
- Shayne Reese (1982), zwemster
- Jared Tallent (1984), snelwandelaar
- Stacey Keating (1990), golfster
- Zoe Hives (1996), tennisster

## Partnersteden
Ballarat heeft twee partnersteden, namelijk:
- Inagawa, Japan
- Zhaoyuan, Volksrepubliek China

Ararat ·
Ballarat ·
Benalla ·
Bendigo ·
Geelong ·
Hamilton ·
Horsham ·
Melbourne (hoofdstad) ·
Moe ·
Morwell ·
Mildura ·
Portland ·
Sale ·
Shepparton ·
Swan Hill ·
Traralgon ·
Wangaratta · 
Warrnambool ·
Wodonga